# Fågelsta, Salems kommun
För andra betydelser, se Fågelsta.

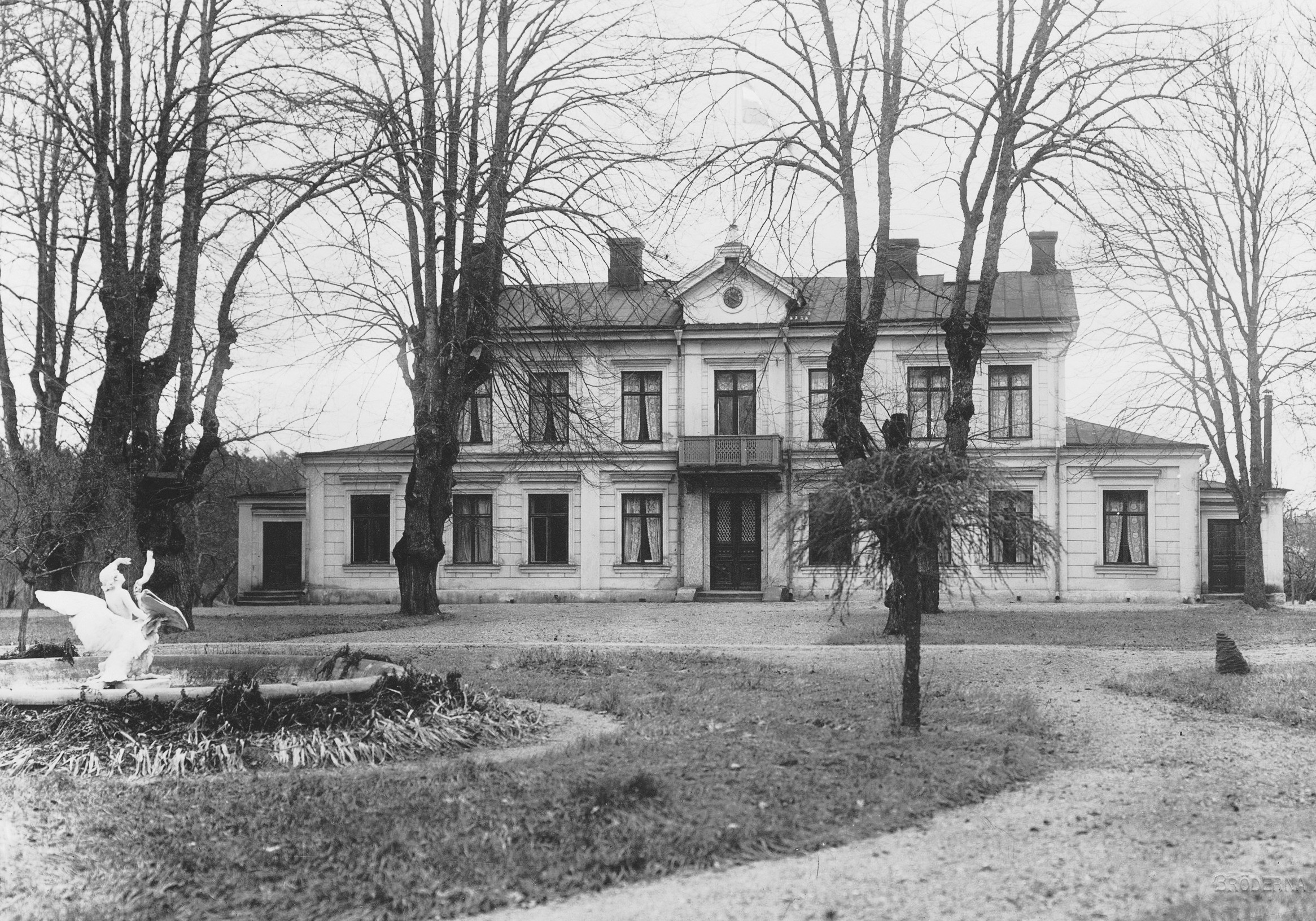
Fågelsta gårds huvudbyggnad i december 1916 (riven på 1930-talet).

Fågelsta är en herrgård och ett tidigare säteri från 1600-talet som är beläget söder om Bornsjön i Salems socken och Salems kommun i Stockholms län. Gården ligger cirka 300 meter in från Bergaholmsvägen nordväst om Salems kyrka. Dagens jordbruk vid Fågelsta omfattar 230 hektar. Här odlas spannmål och foder till inackorderade hästar. 
Området ingår i de så kallade Bornsjöegendomarna som ägs och förvaltas av Stockholm Vatten. Miljön kring Fågelsta med tillhörande bebyggelse ger en god bild av det äldre kulturlandskap som präglat Salem. Fågelsta ingår i ett större område som är av Riksintresse för kulturmiljövården i Stockholms län.

## Historik

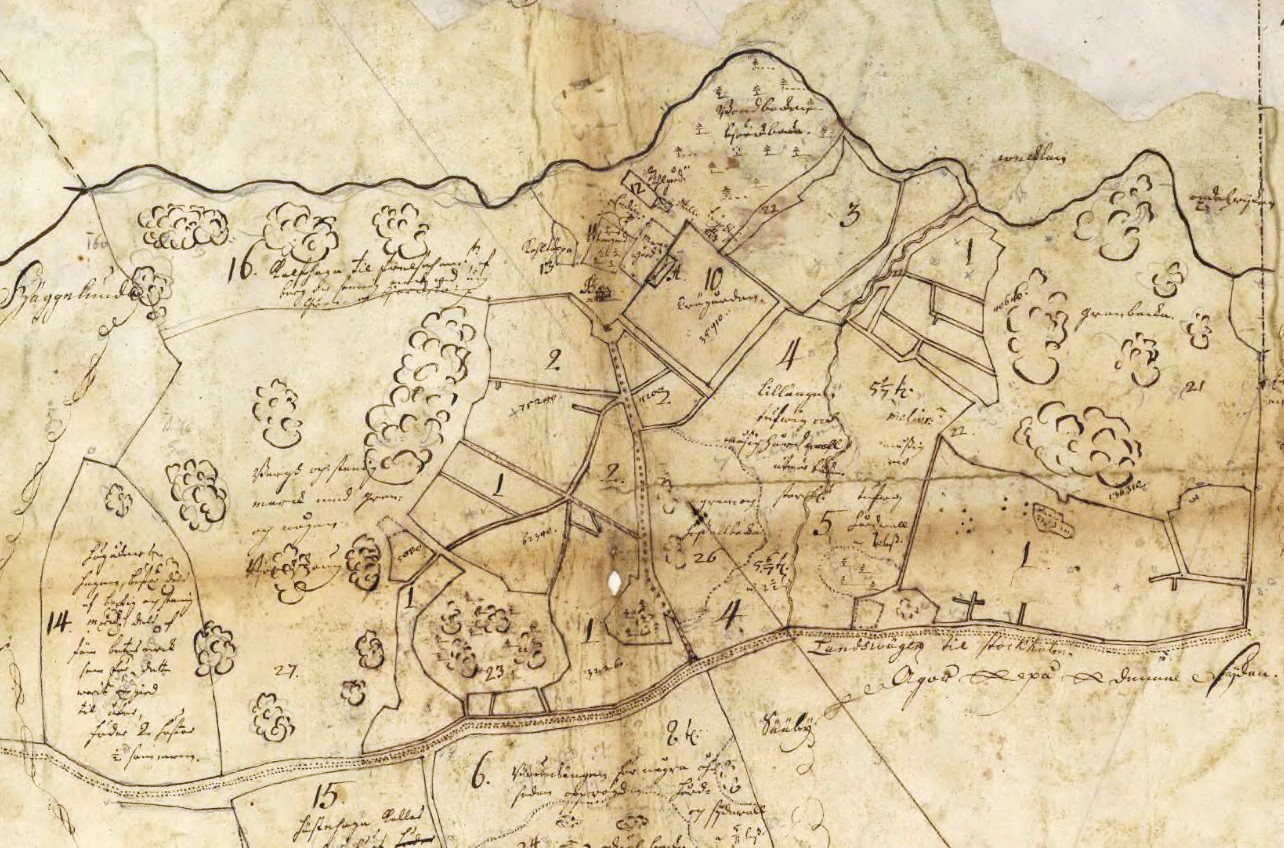
Fågelsta 1712.

Vid Fågelsta (äldre stavning Fogelsta) har det funnits bosättningar i åtminstone 3000 år. Skriftlig dokumentation om Fågelsta finns från 1409 då en av gårdarna i den dåvarande byn donerades till Vadstena kloster.
Vid 1600-talets början fanns två gårdar i Fågelsta. År 1641 utverkade ägaren Per Eriksson Rosensköld sätesfrihet för den ena. Så småningom förvärvades även den andra gården och inlemmades i säteriet, men från den tiden finns inga byggnader bevarade. Huvudbyggnaden uppfördes på 1870-talet, byggdes till med en våning på 1880-talet och revs på 1930-talet. Det var ett trähus med rusticerande putsarkitektur och ett plåttäkt sadeltak.
I samband med planeringen för Norsborgs vattenverk med tillhörande vattentäkter köpte Stockholms stad 1899 det dittills största markområdet utanför tullarna. Då förvärvade man en jordareal på cirka 3 000 hektar med  en rad egendomar, bland dem Fågelsta, Bergaholm, Skårby, Vällinge och Sturehov. Med köpen 1903 och 1908 fick man även kontroll över stränderna runt Bornsjön.

## Fågelsta idag
De båda träbyggnader (bostadshusen) som finns idag är flygelbyggnader från 1700-talets senare del. Flyglarna är knuttimrade och klädda med gulfärgad locklistpanel. Spannmålsboden, ett förråd och en ladugårdslänga härstammar från 1800-talet. Ekonomibyggnaderna längs Bergaholmsvägen är ännu yngre.
Intill Bornsjön fanns tidigare en åndriven kvarn. Kvarnen revs vid sekelskiftet 1900, men fundamentet finns fortfarande kvar och markerar dess läge. Till Fågelstas bebyggelse hör också flera lantarbetarbostäder. Två exteriört mycket välbevarade sådana ligger till höger och vänster om lokalgatan på en mindre höjd norr om Bergaholmsvägen. De är uppförda i mitten av 1930-talet. Ytterligare ett bostadshus för lantarbetare märks söder om Bergaholmsvägen. Bland de bavarade torpen som låg under Fågelsta kan nämnas Smedstorpet som ligger långt ner i söder intill motorvägen E4/E20 Södertäljevägen.
Typisk för äldre kulturlandekapet är den fägata, som ledde djuren ut till betet. Fågelstas fägata är ännu bevarad och identisk med den väg som idag leder upp till gården. Fågelsta är en av de så kallade Bornsjöegendomarna kring Bornsjön och ägs sedan sekelskiftet 1900 av Stockholms stad och efter 1992 av Stockholm Vatten som även sköter jordbruket.

## Historiska bilder

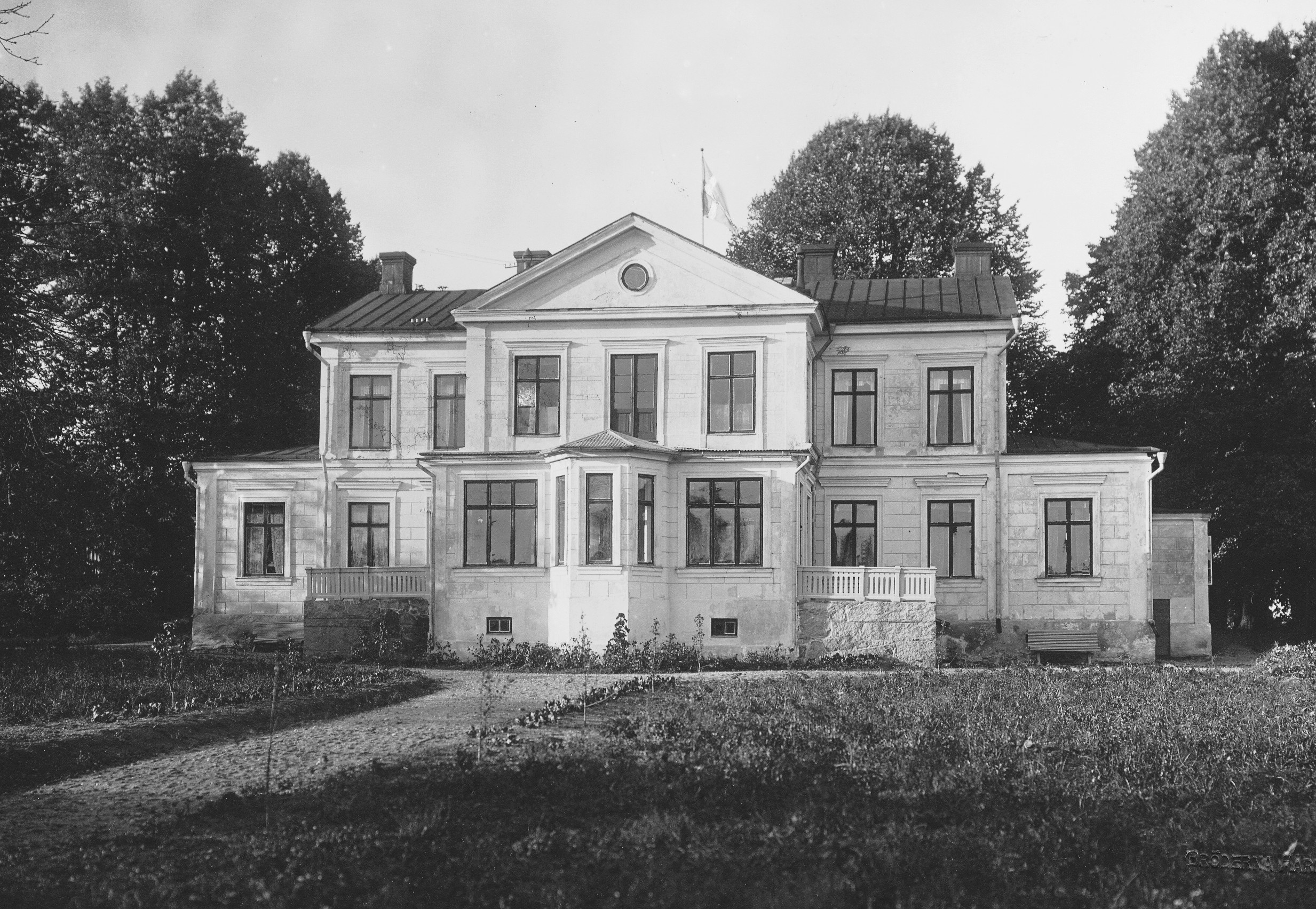
Huvudbyggnaden, fasad mot syd, oktober 1916.
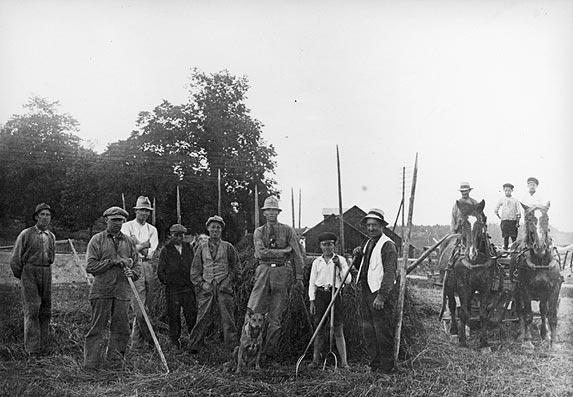
Höhässjning på Fågelsta Gård år 1918 eller 1919.
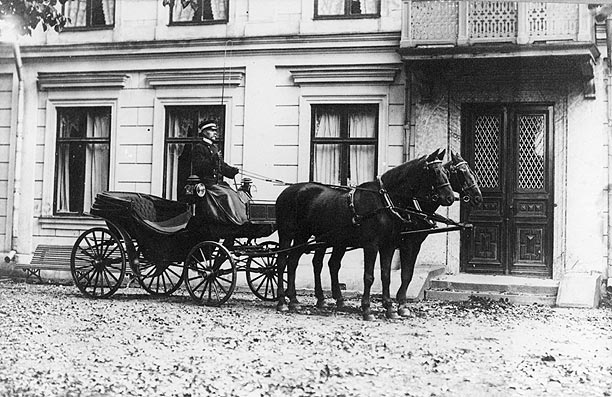
Utanför Fogelsta gårds huvudbyggnad omkring 1920.
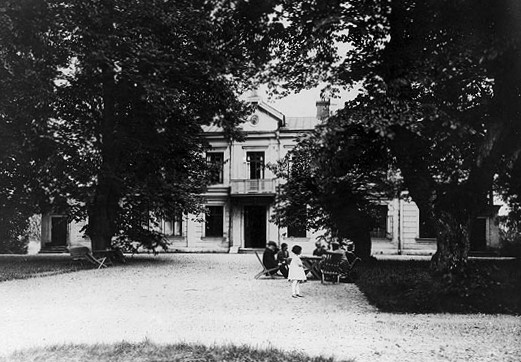
Huvudbyggnaden på 1930-talet.
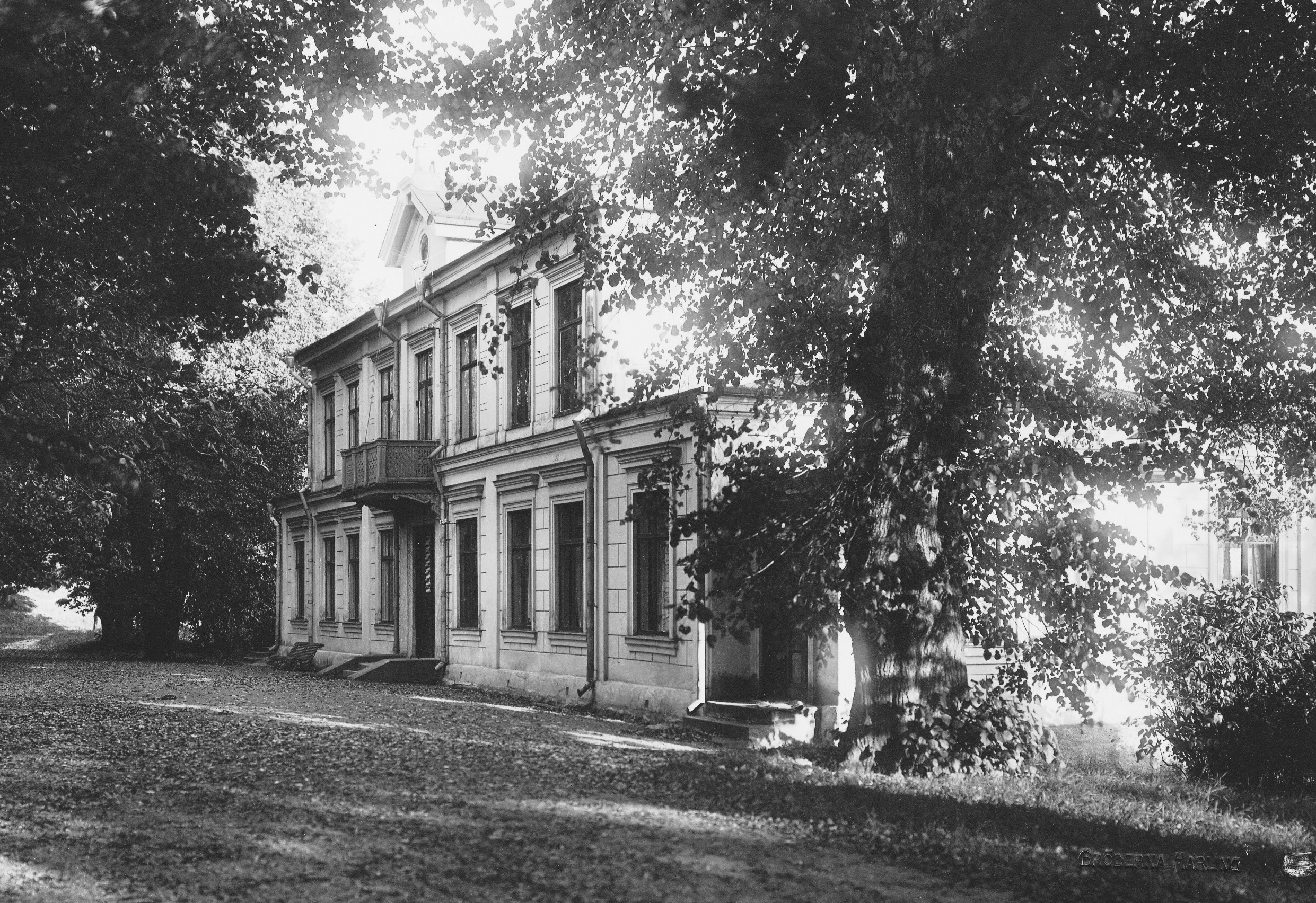
Huvudbyggnaden, oktober 1916.

## Nutida bilder

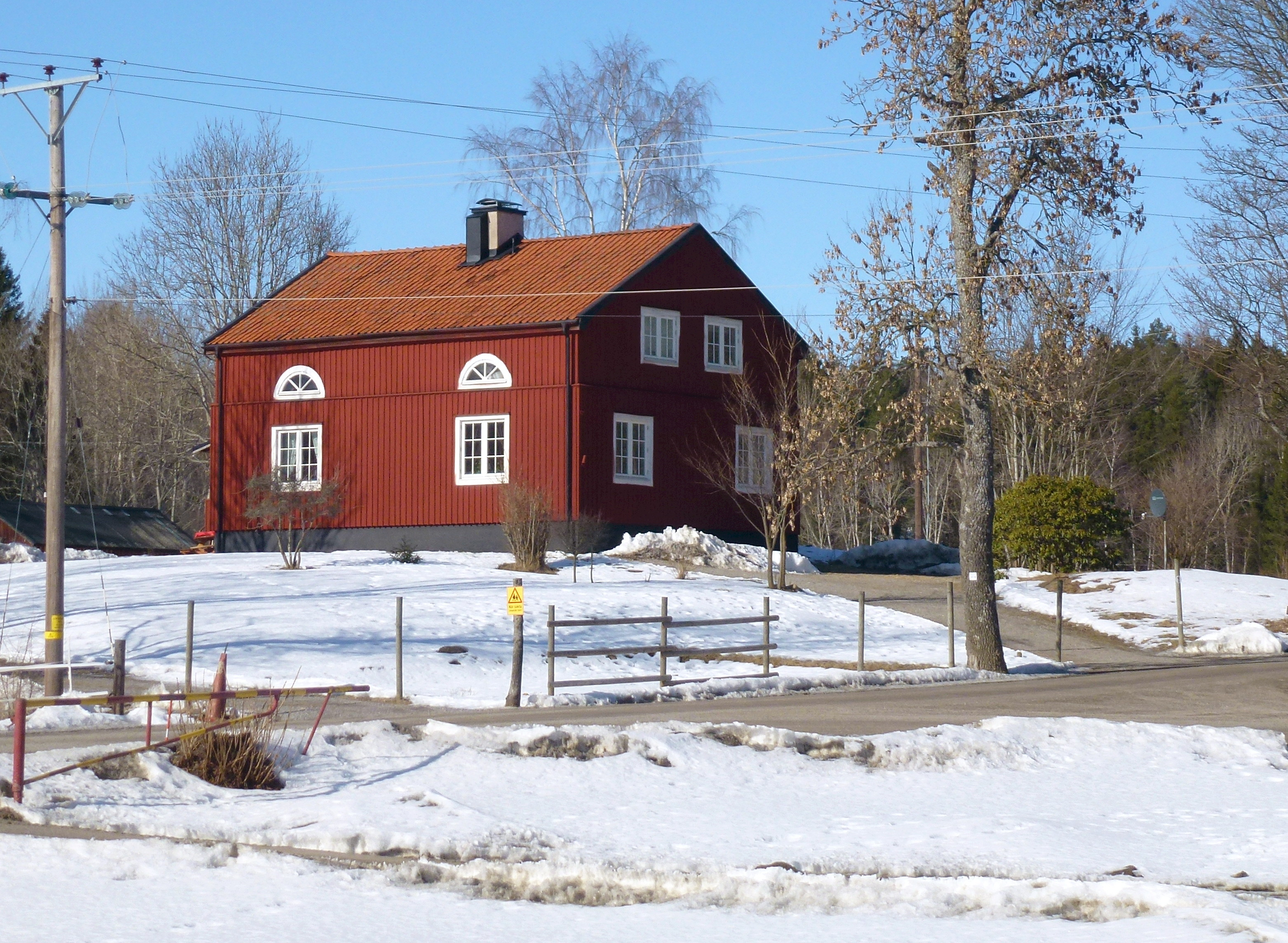
En av lantarbetarbostäderna från 1930-talet vid Bergaholmsvägen.
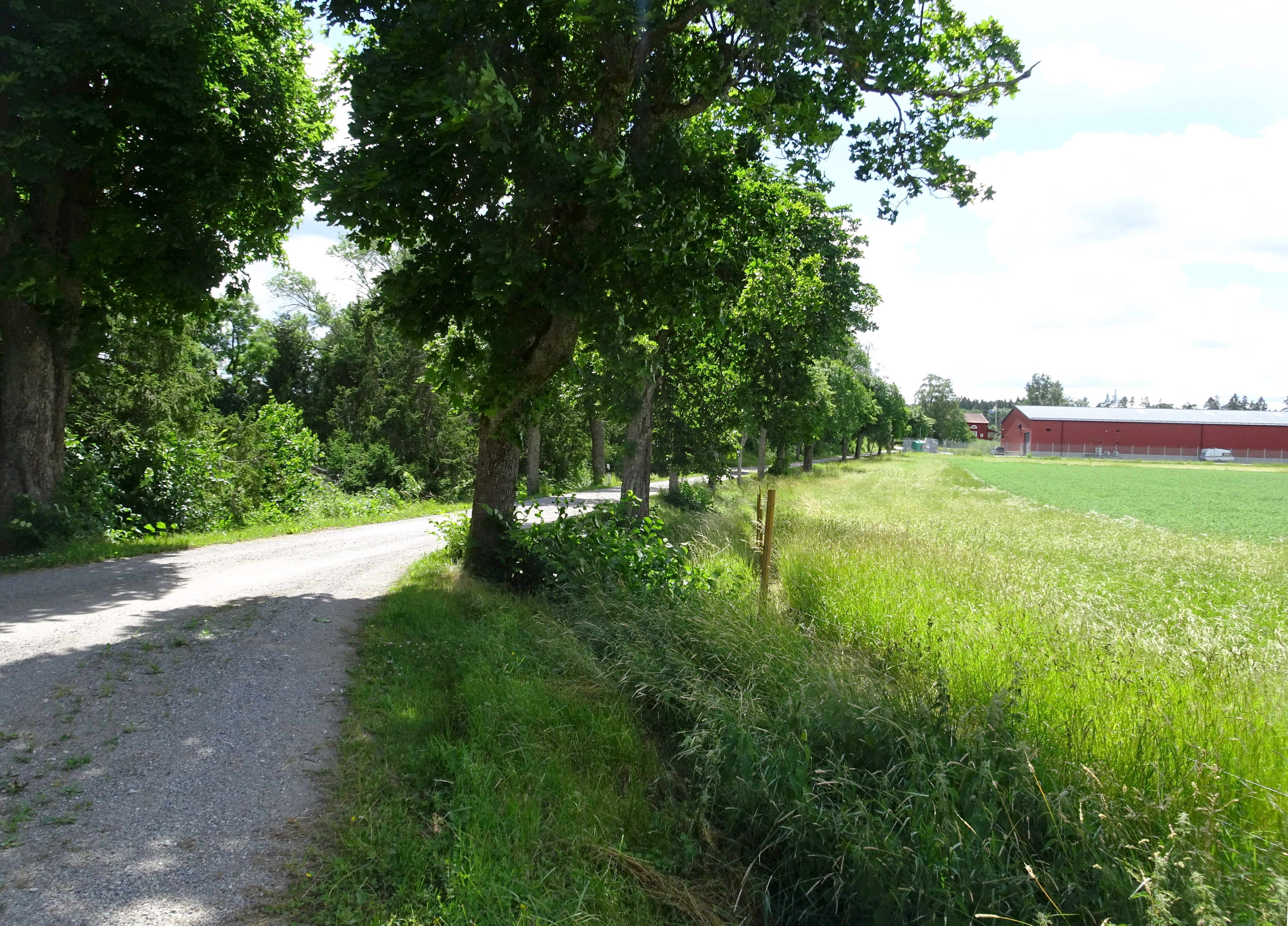
Fågelsta gårds allé, vy mot syd
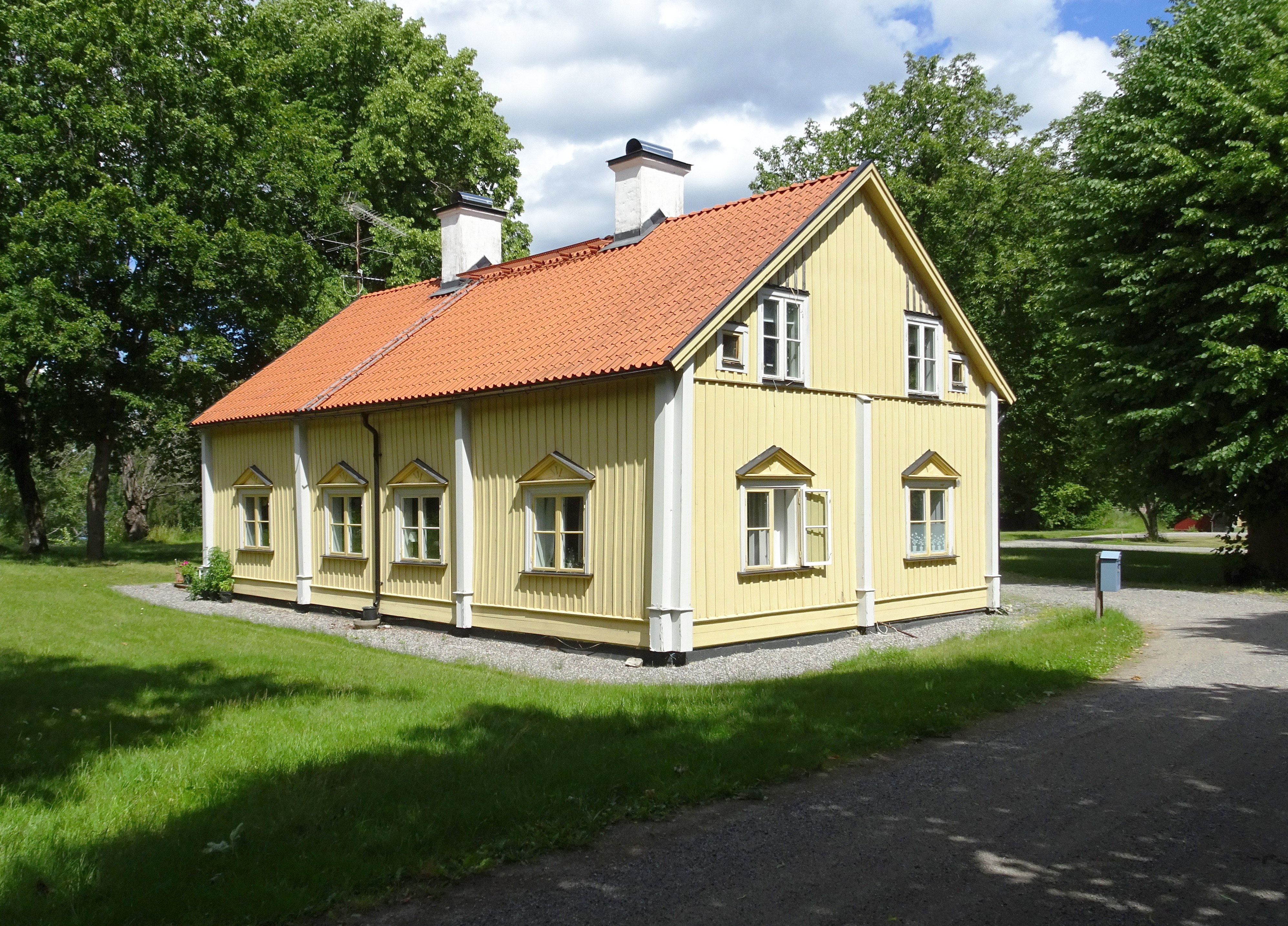
Fågelsta gård, västra flygeln.
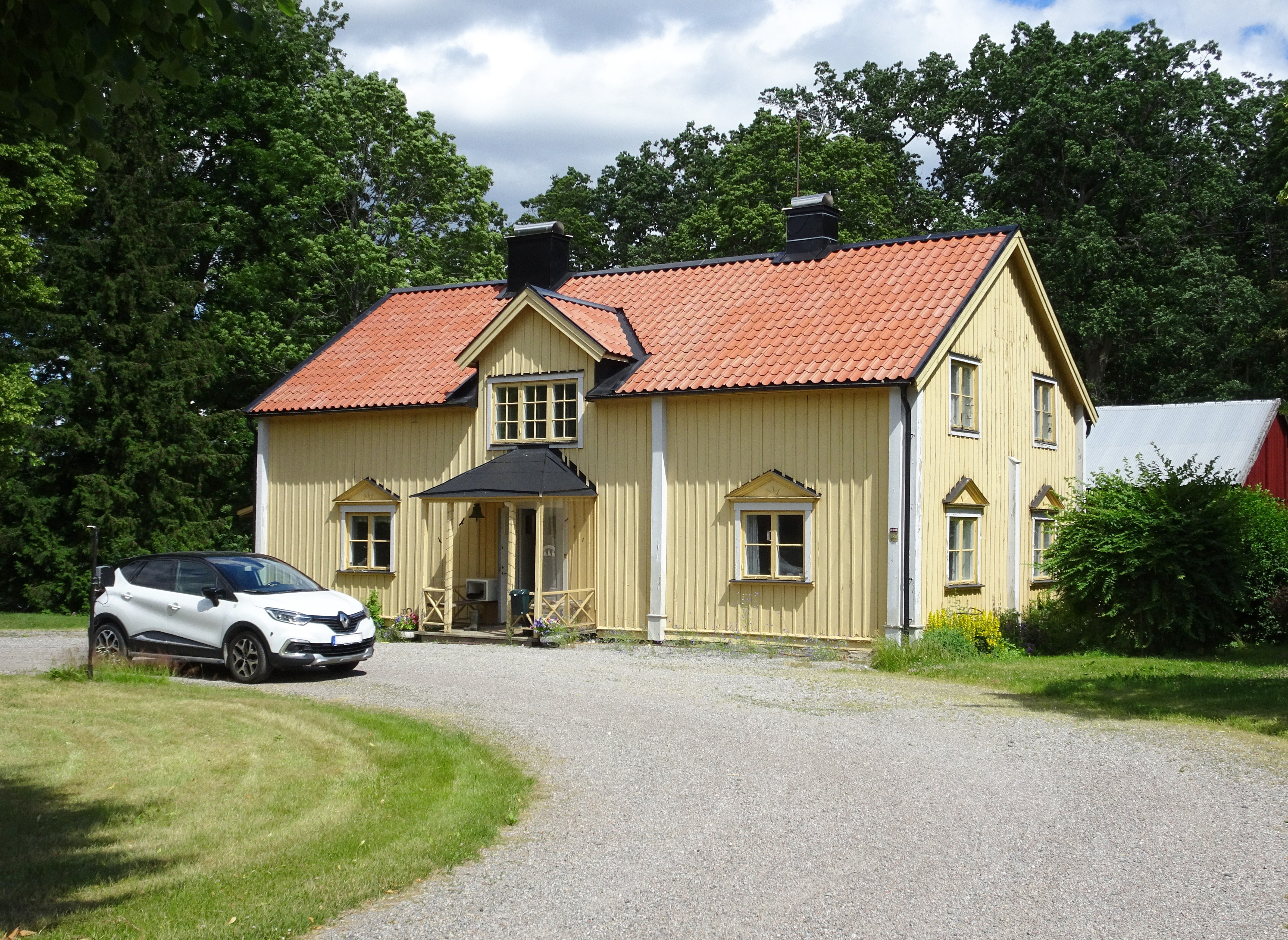
Fågelsta gård, östra flygeln.
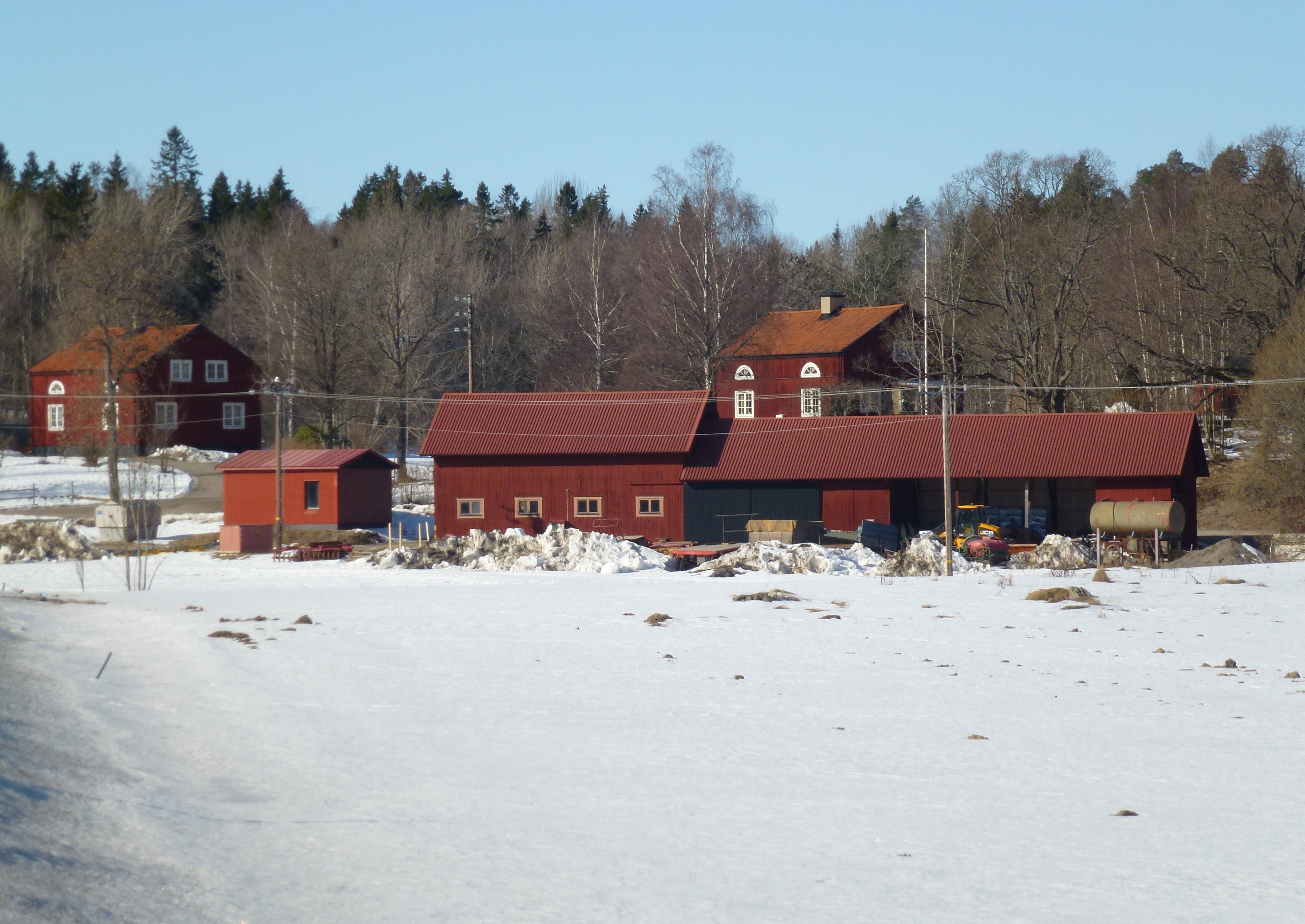
Gårdens ekonomibyggnader, mars 2013.